# Kabinett Durão Barroso

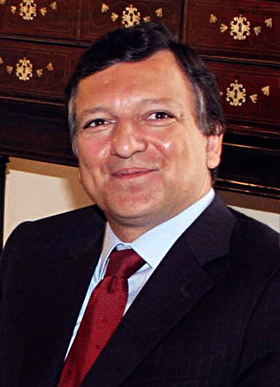
Premierminister José Manuel Barroso (2003)

Als Kabinett Durão Barroso wird die 15. verfassungsgemäße, frei gewählte portugiesische Regierung nach der Nelkenrevolution 1974 unter Premierminister José Manuel Barroso bezeichnet, in Portugal auch XV Governo Constitucional de Portugal, zu deutsch XV. verfassungsgemäße Regierung von Portugal.

## Parlamentswahlen 2002
Nach den portugiesischen Lokalwahlen 2001, bei denen die Sozialistische Partei erhebliche Einbußen zu verzeichnen hatte, reichte Premierminister António Guterres zum 16. Dezember seinen Rücktritt ein, sodass Staatspräsident Jorge Sampaio Neuwahlen ankündigte. Die portugiesischen Parlamentswahlen vom 17. März 2002 gewann die rechtskonservative Partido Social Democrata (PSD) mit dem Kandidaten José Manuel Barroso mit einem klaren Vorsprung von 40 Prozent vor den bisher regierenden Sozialisten mit dem Kandidaten Eduardo Ferro Rodrigues, die etwa 37 Prozent der Stimmen errangen. Nach Verhandlungen mit der CDS-PP, wählte die Assembleia da República am 6. April 2002 die Koalitionsregierung von PSD und CDS-PP unter Führung von José Manuel Barroso mit einer Mehrheit von 119 Stimmen von insgesamt 230. Die Basis der PSD kritisierte Barroso für die Wahl des Koalitionspartners, hatte sich doch insbesondere dessen Vorsitzender Paulo Portas als Redaktionschef des O Independente während der Regierungszeit Cavaco Silvas einen Namen als Kritiker der Sozialdemokraten gemacht. Allgemein wurde die neue Koalition als Wiederaufstehung der ehemaligen Aliança Democrática gewertet.

## Regierungszeit
Barroso wichtigstes Regierungsziel war die Eindämmung der Schulden und des Haushaltsdefizits, das die sozialistische Vorgängerregierung hinterlassen hatte. Daher setzte er auch durch, dass seine Regierung personell eine der kleinsten in der portugiesischen postrevolutionären Geschichte wurde. Insgesamt stellte seine Regierung inklusive Minister und Staatssekretäre 51 Personen. Insgesamt besetzte Barroso 17 Ministerien, drei davon unter Leitung der CDS-PP, die restlichen unter Leitung der PSD. Als Staatsminister wählte er den Vize-Premierminister, Verteidigungsminister und Vorsitzenden der CDS-PP, Paulo Portas, und die Finanzministerin Manuela Ferreira Leite.
Barrosos Regierungszeit prägten wesentlich zwei Punkte. Dazu gehören besonders die Anstrengungen die portugiesische Wirtschaft mittels Kosteneinsparungen zu sanieren als auch um das Haushaltsdefizit unter die vom Stabilitäts- und Wachstumspakt geforderten drei Prozent zu bringen. Ebenso prägend für Barrosos Amtszeit war die Entscheidung, Truppen der Guarda Nacional Republicana als Teil der Koalition der Willigen unter Führung der USA in den Irakkrieg zu schicken. Seine Entscheidung wird besonders dadurch kritisiert, dass ein Großteil der portugiesischen Bevölkerung gegen einen Einsatz im Irak war.
In der Amtszeit Barrosos erfolgten mehrere Kabinettsumbildungen. Zuerst traten sowohl Luís Valente de Oliveira aus Gesundheitsproblemen als auch Isaltino Morais wegen einer Finanzaffäre um Schweizer Konten im April 2003 zurück; beiden folgten auch einige Staatssekretäre. António Martins da Cruz und Pedro Lynce traten beide im Oktober 2003 wegen einer Korruptionsaffäre zurück. Die letzte Kabinettsumbildung betraf den Posten des Umweltministers, Amílcar Theias stellte sich bezüglich einer Postenbesetzung im Vorstand des staatlichen Wasserversorgers Águas de Portugal gegen Barroso und musste unter anderem deshalb auf Druck des Premierministers im Mai 2004 zurücktreten.
José Manuel Barrosos Zeit als Premierminister endete wesentlich früher als geplant, nachdem sich der Europäische Rat im Juni 2004 darauf geeinigt hatte, ihn als neuen Präsidenten der EU-Kommission vorzuschlagen, was eine große Regierungskrise in Portugal auslöste. Da Barroso das Angebot annahm und darauf als Premierminister zurücktrat, bestanden für den damaligen portugiesischen Staatspräsidenten Jorge Sampaio sowohl die Option der sofortigen Neuwahlen als auch die Suche nach einem anderen Kandidaten für das Amt des Premierministers bei der Beibehaltung der damaligen Parlamentsmehrheit von PDS und CDS-PP. Barroso schlug den Vize-Vorsitzenden der PSD, Pedro Santana Lopes, als neuen Premierminister vor. Sampaio folgte dieser Empfehlung; die neue, umgebildete Regierung nahm ihre Arbeit am 17. Juli 2004 auf.

## Zusammensetzung
| Amt                                                                               | Name                                                        | Partei |
| --------------------------------------------------------------------------------- | ----------------------------------------------------------- | ------ |
| Premierminister                                                                   | José Manuel Barroso                                         | PSD    |
| Ministerium für Finanzen                                                          | Manuela Ferreira Leite                                      | PSD    |
| Ministerium für Nationale Verteidigung                                            | Paulo Portas                                                | CDS-PP |
| Ministerium für Auswärtige Angelegenheiten und der portugiesischen Gemeinschaften | António Martins da Cruz (6. April 2002 bis 9. Oktober 2003) | PSD    |
| Ministerium für Auswärtige Angelegenheiten und der portugiesischen Gemeinschaften | Teresa Gouveia (seit 9. Oktober 2003)                       | PSD    |
| Ministerium für Inneres                                                           | António Figueiredo Lopes                                    | PSD    |
| Ministerium für Justiz                                                            | Maria Celeste Cardona                                       | CDS-PP |
| Ministerium für Präsidentschaftsangelegenheiten                                   | Nuno Morais Sarmento                                        | PSD    |
| Ministerium für Parlamentsangelegenheiten                                         | Luís Marques Mendes                                         | PSD    |
| Assistent des Premierministers im Range eines Ministers                           | José Luís Arnaut                                            | PSD    |
| Ministerium für Wirtschaft                                                        | Carlos Tavares                                              | PSD    |
| Ministerium für Landwirtschaft, ländliche Entwicklung und Fischerei               | Armando Sevinate Pinto                                      | PSD    |
| Ministerium für Bildung                                                           | David Justino                                               | PSD    |
| Ministerium für Wissenschaft und Hochschulbildung                                 | Pedro Lynce (6. April 2002 bis 9. Oktober 2003)             | PSD    |
| Ministerium für Wissenschaft und Hochschulbildung                                 | Maria da Graça Carvalho (seit 9. Oktober 2003)              | PSD    |
| Ministerium für Kultur                                                            | Pedro Roseta                                                | PSD    |
| Ministerium für Wohnen, Städte und lokale Entwicklung und Verwaltung              | José Luís Arnaut                                            | PSD    |
| Ministerium für Gesundheit                                                        | Luís Filipe Pereira                                         | PSD    |
| Ministerium für Sozialsicherung und Arbeit                                        | António Bagão Félix                                         | CDS-PP |
| Ministerium für öffentliche Bauten, Verkehr und Kommunikation                     | Luís Valente de Oliveira (6. April 2002 bis 5. April 2003)  | PSD    |
| Ministerium für öffentliche Bauten, Verkehr und Kommunikation                     | António Carmona Rodrigues (seit 5. April 2003)              | PSD    |
| Ministerium für Städte, Umwelt und Liegenschaftsverwaltung                        | Isaltino Morais (6. April 2002 bis 5. April 2003)           | PSD    |
| Ministerium für Städte, Umwelt und Liegenschaftsverwaltung                        | Amílcar Theias (5. April 2003 bis 21. Mai 2004)             | PSD    |
| Ministerium für Städte, Umwelt und Liegenschaftsverwaltung                        | Arlindo Cunha (seit 21. Mai 2004)                           | PSD    |